# La Tabla (Cudillero)
La Tabla es una entidad de población española de la parroquia de Faedo, perteneciente al municipio de Cudillero, en la comunidad autónoma de Asturias.

## Historia
Hacia mediados del siglo XIX, el lugar, ya por entonces perteneciente a la parroquia de Faedo del municipio de Cudillero, tenía contabilizada una población de 120 habitantes. Aparece descrito en el decimocuarto volumen del Diccionario geográfico-estadístico-histórico de España y sus posesiones de Ultramar de Pascual Madoz con las siguientes palabras:

TABLA (la): l. en la prov. de Oviedo, ayunt. de Cudillero y felig. de San Andrés de Faedo: sit. en el térm. de las Outedas y vertiente oriental de la altura de San Isidro ó loma de Faedo, continuando al lugar de Homedas en la parr. de Villavaler, formando hondonada con la loma de Godina por donde corre un arroyuelo que sirve para riego de prdos y movimientos de molinos harineros y batanes: su terreno es pendiente como el de la mayor parte de las Outedas y apropósito para la prod. de escanda, maiz, habas, patatas y otros frutos. pobl.: 29 vec., 120 alm.
(Madoz, 1849, p. 544)

En 2023, la entidad singular de población tenía empadronados 23 habitantes, todos ellos en el núcleo de población de ese nombre.